# 日本貸金業協会
日本貸金業協会（にほんかしきんぎょうきょうかい、英: Japan Financial Service Association）は、貸金業を営む消費者金融業者、事業者金融業者、クレジットカード会社、信販会社、質屋、リース会社等を対象とする業界団体、かつ唯一の自主規制機関である。貸金業法に基づき設立される特別の法律により設立される法人。

## 経緯
貸金業法の改正前は旧貸金業規制法25条に基づき、各都道府県毎に１つの貸金業協会が社団法人として設置されていた。その各都道府県の貸金業協会の連合会として、「全国貸金業協会連合会」があった。
しかし、貸金業法の改正により全国貸金業協会連合会は2007年12月18日付で解散し、翌12月19日に施行された改正貸金業法第26条第1項及び第2項に基づく内閣総理大臣の認可を受けて設立した法人（認可法人）である「日本貸金業協会」が新たに設立された。　同時に全国の各都道府県貸金業協会も解散したが、当初はその事務所が日本貸金業協会の支部となった。
新貸金業協会の設立にともない、指導・監督・監査権限の強化や監督に従わなかった場合の罰則強化がなされた。
1. 協会員の資格剥奪
2. 3000万円以下の過怠金（特に悪質な場合は1億円）

## 活動
貸金業者向けの詳細な社内規程用のガイドラインの提示など、貸金業法よりもより厳格な基準での指導を行っている。また、金融庁の指定により、平成22年10月1日から、金融に絡むトラブルの迅速な解決を目指す金融ADR（裁判外紛争解決手続）制度が始まる。